# Група на най-бедните страни в света
Групата на най-бедните страни в света (на английски: Heavily Indebted Poor Countries, HIPC) е група от 39 развиващи се страни с високо ниво на бедност и на дългова задлъжнялост, които са признати за нуждаещи се от безвъзмездната помощ, оказвана от Световната банка и Международния валутен фонд.

## История и членки
Създаването на групата е инициирано от Международния валутен фонд и Световната банка през 1996 г., след обширно лобиране от страна на неправителствени организации и други органи. Инициативата предвижда намаляване на дълга и предоставяне на нисколихвени заеми, за да ликвидира или намали външният дълг до устойчиви нива. За да се включат в инициативата, страните трябва да имат неустойчиво дългово бреме, което не може да се управлява с традиционни средства.
Към януари 2012 г. са определени 39 страни (33 от тях са в Субсахарска Африка), имащи необходимите качества да получат облекчение на дълга.
36-те страни, които получават пълно или частично облекчаване на дълга, са:
- Афганистан
- Бенин
- Боливия
- Буркина Фасо
- Бурунди
- Камерун
- Централноафриканска република
- Чад*
- Република Конго
- Демократична република Конго
- Коморски острови*
- Кот д'Ивоар*
- Етиопия
- Гамбия
- Гана
- Гвинея*
- Гвинея-Бисау
- Гвиана
- Хаити
- Хондурас
- Либерия
- Мадагаскар
- Мали
- Мавритания
- Мозамбик
- Никарагуа
- Нигер
- Руанда
- Сао Томе и Принсипи
- Сенегал
- Сиера Леоне
- Танзания
- Того
- Уганда
- Замбия

* – показва четирите страни, които все още трябва да достигнат до завършване на някои, точки на програмата HIPC и следователно имат право само на частично опрощаване на дълга. Останалите 32 страни са завършили програмата успешно и техния външен дълг е отменен изцяло.
Останалите три страни са Судан, Сомалия и Еритрея. Те все още са под мониторинг и не са влезли в програмата на HIPC.

## Критика
Групата се критикува заради строгите мерки за приемане на членки и заради това, че карат страните-членки да приемат законови промени, които не помагат, а задълбочават проблемите с бедността на населението и завличат много повече хора под линията на бедността.